# 김현지 (가수)
김현지(1985년 2월 19일 ~ 2015년 10월 27일)은 대한민국의 가수이다. 2015년에 자살로 인해 향년 31세의 나이로 생을 마감했다.

## 출연
- 2009년 - 슈퍼스타K 1
- 2013년 - 보이스 코리아

## 앨범
- 2010년 - Everything
- 2011년 - First Live Concert
- 2013년 - 보이스코리아2 Part 2
- 2013년 - 보이스코리아2 Part 8
- 2014년 - 위층여자 OST